# Bambusa teres
Bambusa teres är en gräsart som beskrevs av William Munro. Bambusa teres ingår i släktet Bambusa och familjen gräs. Inga underarter finns listade i Catalogue of Life.